# 대한민국 민사소송법 제31조
대한민국 민사소송법 제31조는 전속관할에 따른 제외에 대한 민사소송법조문이다.

## 조문
제31조(전속관할에 따른 제외) 전속관할(專屬管轄)이 정하여진 소에는 제2조, 제7조 내지 제25조, 제29조 및 제30조의 규정을 적용하지 아니한다.

## 비교 조문
일본 민사소송법 제13조(전속 관할의 경우 적용 제외 등) 제 14 조 제 1 항, 제 5 조, 제 6 조 제 항 제 6 조의 2, 제 17 조 및 전 2 조의 규정은 소송에 대하여 법령에 전속 관할 규정이 있는 경우는 적용하지 않는다.
2 특허권 등에 관한 소송에 대하여 제 17 조 또는 전 2 조의 규정에 의하면 제 26 조 제 1 항 각 호에 정하는 법원이 관할권을 하는 도와 할 경우에는 전항의 규정에 불구하고 일곱 번째 조 또는 전 2 조의 규정에 의하여 그 법원은 관할권을 가진다.

## 같이 보기
- 대한민국 민사소송법 제2조 보통재판적
- 대한민국 민사소송법 제7조 근무지의 특별재판적
- 대한민국 민사소송법 제8조 거소지 또는 의무이행지의 특별재판적
- 대한민국 민사소송법 제9조 어음·수표 지급지의 특별재판적
- 대한민국 민사소송법 제10조 선원·군인·군무원에 대한 특별재판적
- 대한민국 민사소송법 제11조 재산이 있는 곳의 특별재판적
- 대한민국 민사소송법 제12조 사무소·영업소가 있는 곳의 특별재판적
- 대한민국 민사소송법 제13조 선적이 있는 곳의 특별재판적
- 대한민국 민사소송법 제14조 선박이 있는 곳의 특별재판적
- 대한민국 민사소송법 제15조 사원 등에 대한 특별재판적
- 대한민국 민사소송법 제16조 사원 등에 대한 특별재판적
- 대한민국 민사소송법 제17조 사원 등에 대한 특별재판적
- 대한민국 민사소송법 제18조 불법행위지의 특별재판적
- 대한민국 민사소송법 제19조 해난구조에 관한 특별재판적
- 대한민국 민사소송법 제20조 부동산이 있는 곳의 특별재판적
- 대한민국 민사소송법 제21조 등기·등록에 관한 특별재판적
- 대한민국 민사소송법 제22조 상속·유증 등의 특별재판적
- 대한민국 민사소송법 제23조 상속·유증 등의 특별재판적
- 대한민국 민사소송법 제24조 지식재산권 등에 관한 특별재판적
- 대한민국 민사소송법 제25조 관련재판적
- 대한민국 민사소송법 제29조 합의관할
- 대한민국 민사소송법 제30조 변론관할